# La frontera (sèrie de televisió)
La frontera és una sèrie de televisió espanyola de thriller i drama històric creada per David Zurdo i Luis Marías per a La 1 i Prime Video. Està produïda per Par Producciones i protagonitzada per Javier Rey, Itsaso Arana i Vincent Pérez. Es va estrenar a la plataforma Prime Video el 13 de juny de 2025. S'ha subtitulat al català.

## Trama
Durant la col·laboració entre França i Espanya en el conflicte basc, i davant la decisió de la cúpula d'ETA de no estendre els seus atacs a l'Estat francès, un petit grup dissident de l'organització planeja cometre un atemptat a París per a venjar-se dels francesos per la seva col·laboració amb Espanya. Mario Sanz (Javier Rey), un jove i brillant capità de la Guàrdia Civil, es veu obligat a actuar en contra dels interessos del govern espanyol i unir força amb el seu homòleg en la policia francesa per a detenir als terroristes i impedir l'atemptat.

## Producció
El 22 d'octubre de 2024, es va anunciar que RTVE i Prime Video estaven desenvolupant la sèrie espanyola La frontera, la qual era produïda per Par Producciones. Es va anunciar que Javier Rey, Iria del Río i Vincent Pérez en serien els actors protagonistes. Originalment, es va anunciar que la sèrie tindria sis capítols, però quan la sèrie es va començar a promocionar, es va anunciar que el nombre de capítols de la sèrie s'havia reduït a cinc. Entre les localitzacions de rodatge s'inclou la localitat basca d'Hondarribia.

## Estrena i màrqueting
A la fi de maig de 2025, La 1 va començar a promocionar l'emissió de La frontera a la cadena. El 30 de maig de 2025, durant l'anunci de les seves novetats per a juny de 2025, Prime Video va programar l'estrena de la sèrie en la seva plataforma per al 13 de juny de 2025. El 6 de juny de 2025, La 1 va anunciar que estrenaria la sèrie a la televisió tradicional el 13 de juny de 2025, el mateix dia que el llançament en estríming a través de Prime Video. No obstant això, hores després, La 1 va rectificar aquesta data, i la continuava promocionant per a "molt aviat".